# Чемоданівка
Чемодані́вка — село в Україні, у Роменському районі Сумської області. Населення становить 206 осіб. Входить до складу Недригайлівської селищної громади. До 2016 року орган місцевого самоврядування — Іваницька сільська рада.

## Географія
Село Чемоданівка знаходиться на правому березі річки Біж, вище за течією на відстані 0,5 км розташоване село Мазне, нижче за течією на відстані 3 км розташоване село Долина. Через село проходить автомобільна дорога Т 1904.

## Новітня історія
12 червня 2020 року, відповідно до розпорядження Кабінету Міністрів України № 723-р «Про визначення адміністративних центрів та затвердження територій територіальних громад Сумської області», село увійшло до складу Недригайлівської селищної громади.
19 липня 2020 року, в результаті адміністративно-територіальної реформи та ліквідації Недригайлівського району, село увійшло до складу новоутвореного  Роменського району.

#### Російське вторгнення в Україну (з 2022)
1 березня 2022 року російські військові втекли, кинувши свою техніку.

## Населення

### Мова
Розподіл населення за рідною мовою за даними :
| Мова       | Кількість | Відсоток |
| ---------- | --------- | -------- |
| українська | 204       | 99.03%   |
| російська  | 1         | 0.49%    |
| румунська  | 1         | 0.48%    |
| Усього     | 206       | 100%     |